# Nottwil
Nottwil (luzerndeutsch Nottu) ist eine politische Gemeinde im Wahlkreis Sursee des Kantons Luzern in der Schweiz.

## Geografie
Die Gemeinde liegt am Westufer des Sempachersees zwischen Sempach und Sursee. Sie umfasst neben der Hauptsiedlung, die aus dem Oberdorf und dem am Sempachersee liegenden Unterdorf besteht, zahlreiche weitverstreute Weiler und Häusergruppen. Mit dem Dorf zusammengewachsen sind die Weiler Oberei (549 m ü. M.) und Ei (528 m ü. M.). Westlich des Dorfs liegt Büel (auch Bühl geschrieben; 587 m ü. M.). Am Sempachersee südöstlich von Nottwil-Dorf befinden sich die Ortsteile Maienbach (508 m ü. M.) und Eggerswil (517 m ü. M.).
Nottwil grenzt an Buttisholz, Neuenkirch, Oberkirch und Ruswil.

## Bevölkerung
| Bevölkerungsentwicklung | Bevölkerungsentwicklung |
| Jahr                    | Einwohner               |
| ----------------------- | ----------------------- |
| 1850                    | 1212                    |
| 1900                    | 928                     |
| 1910                    | 1072                    |
| 1930                    | 1115                    |
| 1950                    | 1185                    |
| 1970                    | 1340                    |
| 1980                    | 1538                    |
| 1990                    | 2078                    |
| 2000                    | 2682                    |
| 2010                    | 3439                    |
| 2020                    | 4048                    |

In der zweiten Hälfte des 19. Jahrhunderts sank die Bevölkerung aufgrund von Abwanderung in die Industriezentren massiv (1850–1900: − 23,4 %). Im ersten Jahrzehnt des 20. Jahrhunderts wuchs sie markant (1900–1910: + 15,5 %) und danach bis 1970 langsam aber stetig. Seither nimmt die Bevölkerung stark zu.

### Sprachen
Die Bevölkerung benutzt als Alltagssprache eine hochalemannische Mundart. Bei der letzten Volkszählung im Jahr 2000 gaben 92,77 % Deutsch, 1,45 % Italienisch und 1,30 % Albanisch als Hauptsprache an.

### Religionen – Konfessionen
Früher waren alle Bewohner Mitglied der Römisch-Katholischen Kirche. Durch Kirchenaustritte und Zuwanderung aus anderen Regionen der Schweiz und dem Ausland hat sich dies geändert. Heute (Stand 2000) sieht die religiöse Zusammensetzung wie folgt aus: Es gibt 76,40 % römisch-katholische, 11,52 % evangelisch-reformierte und 0,86 % orthodoxe Christen. Daneben findet man 5,56 % Konfessionslose und 2,05 % Muslime. Die Muslime sind albanischer, türkischer und kurdischer Nationalität.

### Herkunft – Nationalität
Ende 2022 waren von den 4091 Einwohnern 3583 Schweizer und 508 (= 12,4 %) Ausländer. Die Einwohnerschaft bestand aus 87,6 % Schweizer Staatsbürgern. Ende 2022 stammten die ausländischen Einwohner aus Deutschland (163 Personen), dem Kosovo (50), Portugal (47), Eritrea (24), Italien (21), Kroatien (13) und Nordmazedonien (10). 138 Personen stammten aus dem übrigen Europa und 42 aus weiteren aussereuropäischen Ländern.

## Geschichte

Luftbild (1959)

Die Gegend war bereits früh besiedelt. Davon zeugen jungsteinzeitliche Pfahlbauten, Reste römischer Gebäude und ein bei Ifflikon gefundener römischer Bronze-Dreifuss.
Erstmals historisch erwähnt wird Notewile im Urbar des Klosters Einsiedeln 1217/22. Zuerst regierte eine adlige Familie, die Herren von Nottwil, die Gemeinde im Namen der Herren von Gösgen im heutigen Kanton Solothurn. Bald darauf übernahmen die Herren von Tannenfels das Meieramt im Namen des Klosterstifts Beromünster. Die Gemeinde war bis 1798 ein Teil des Eiamts, welches ein Teil des Michelsamts war. Im Jahr 1348 verkaufte Catarina von Wessenberg, die Witwe Burkhards II. von Sursee und Tannenfels, ihre Rechte an die Deutschordensritter. Wegen der Parteinahme des Ordens für die Habsburger wurde die Burg Tannenfels von den Luzernern im Jahr 1386 zerstört. Die Gemeinde geriet als Teil des Michelsamts im Jahr 1415 unter die Herrschaft der Stadt Luzern. Sie beteiligte sich 1799 am kurzfristigen Aufstand gegen die neuen französischen Herren, dem sogenannten Käferkrieg. Von 1798 bis 1803 gehörte sie zum Distrikt Sempach, seither zum Amt Sursee.

## Bilder

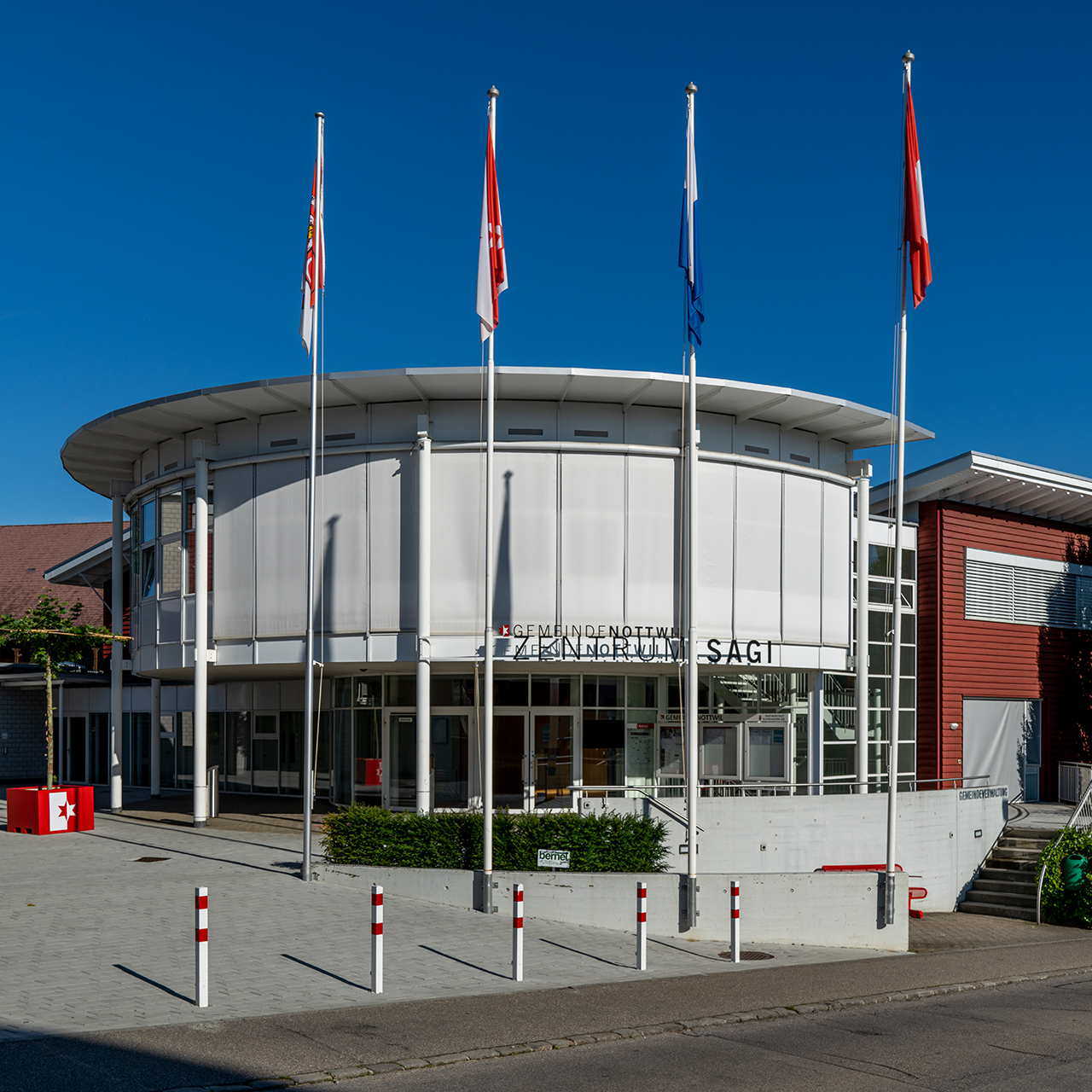
Gemeindeverwaltung
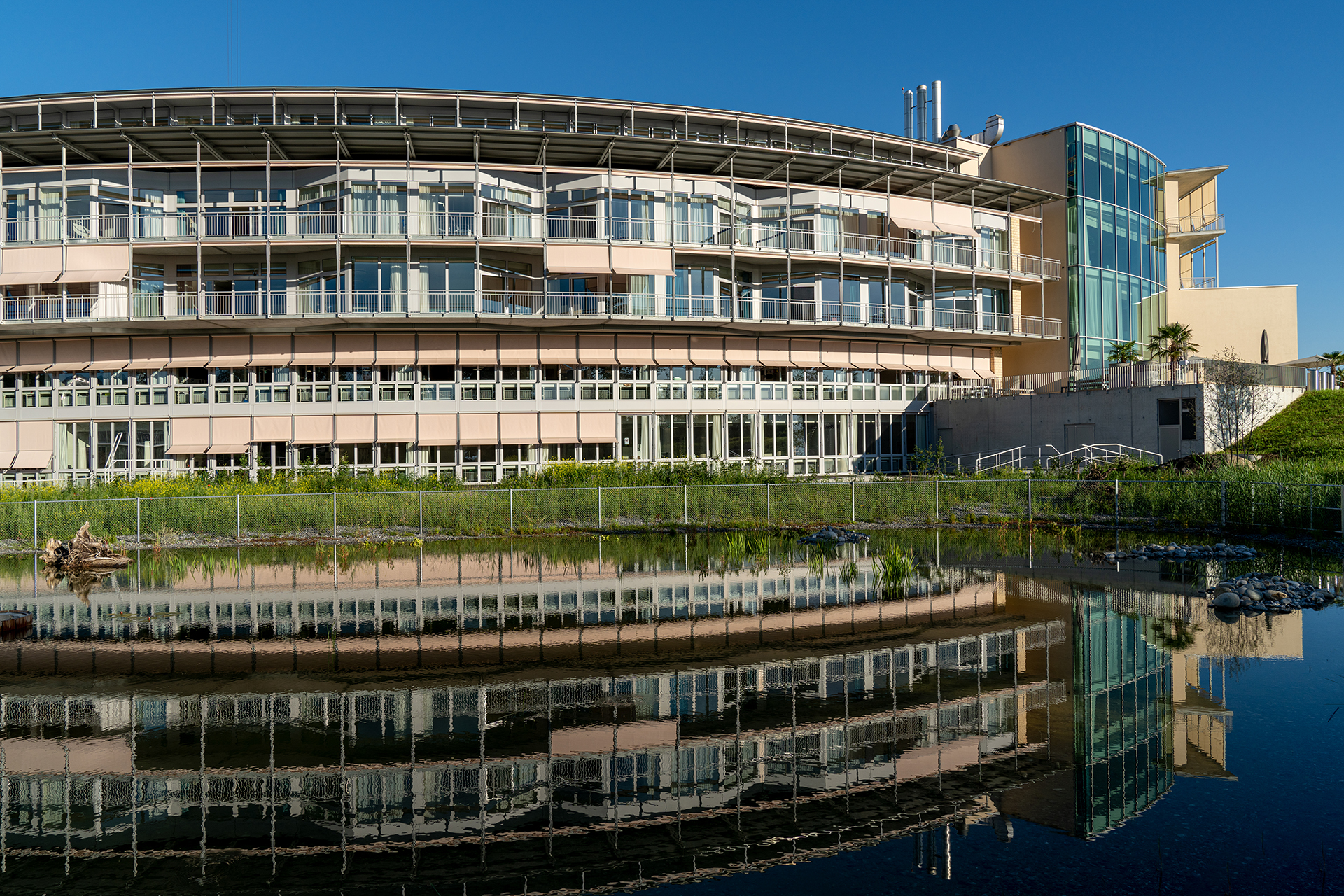
Schweizer Paraplegiker-Zentrum
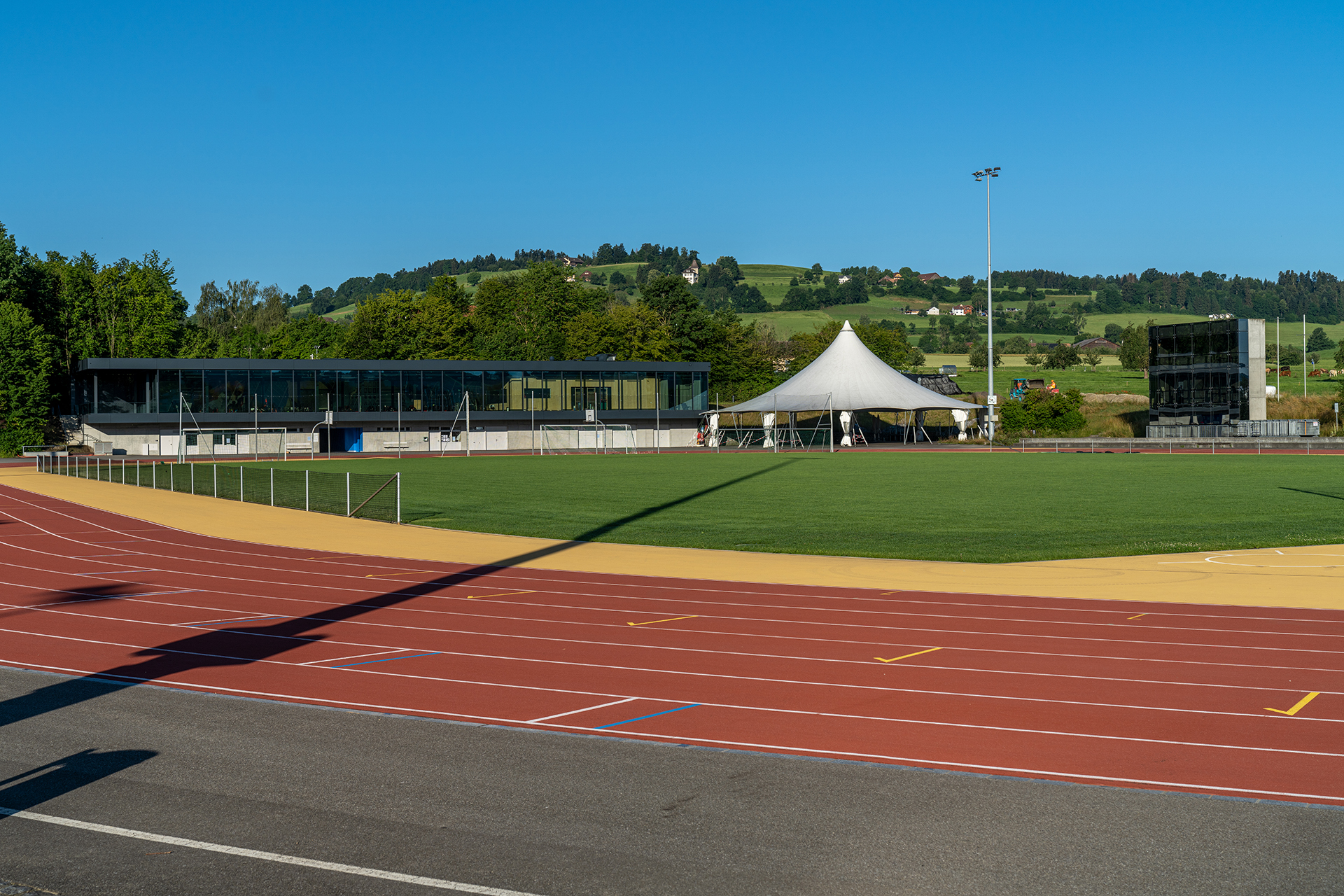
Sport Arena SPZ
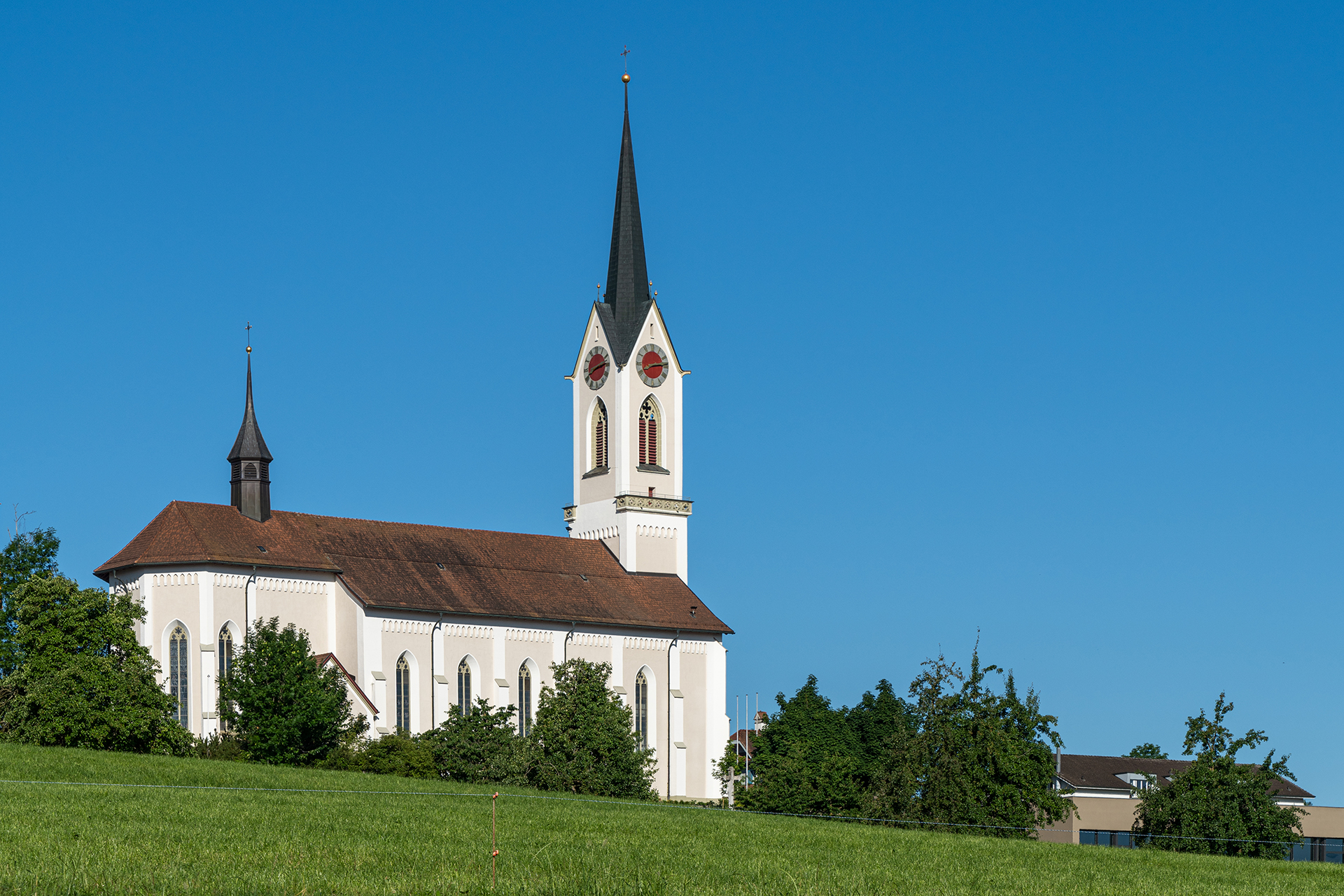
Pfarrkirche St. Marien
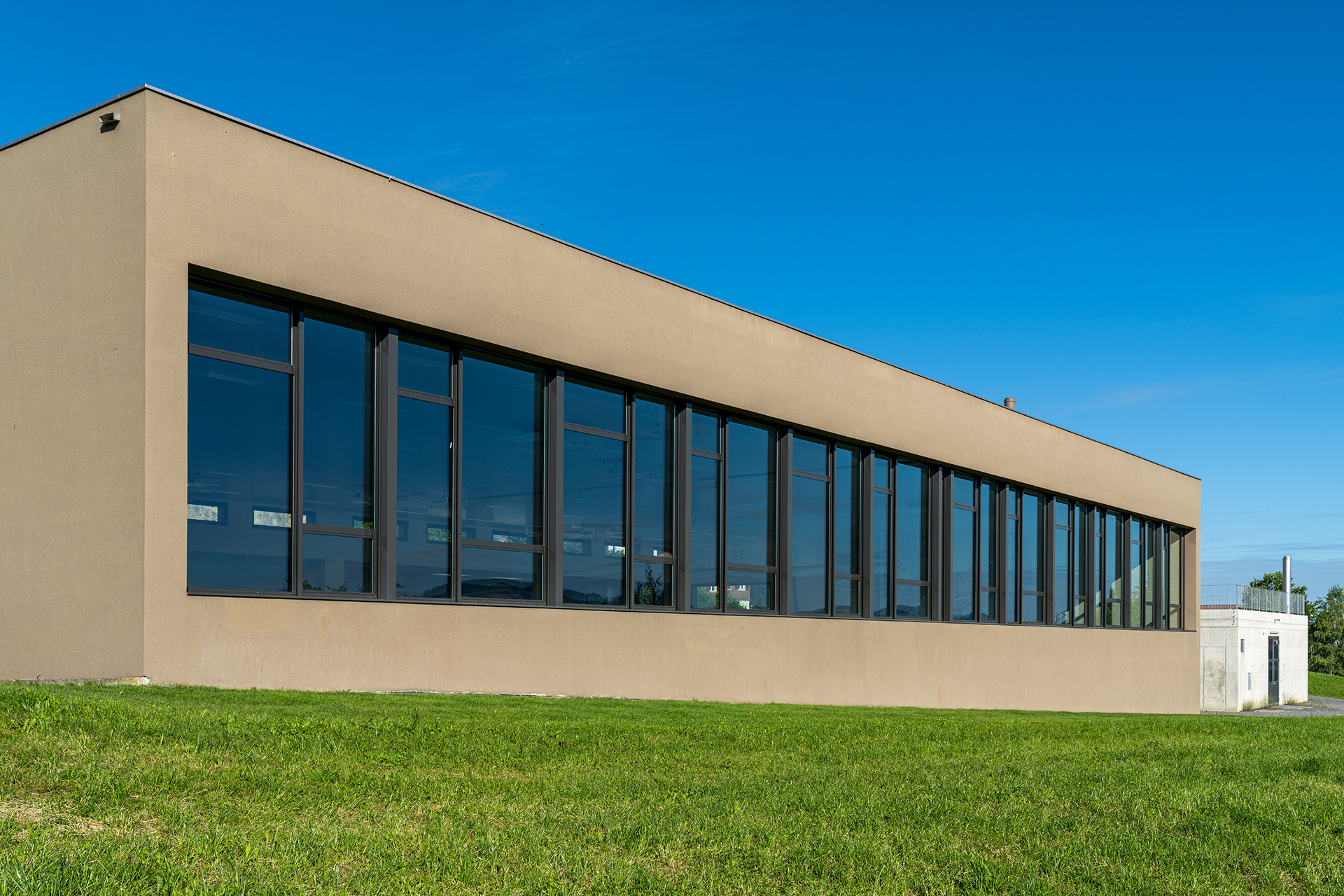
Sporthalle Kirchmatte
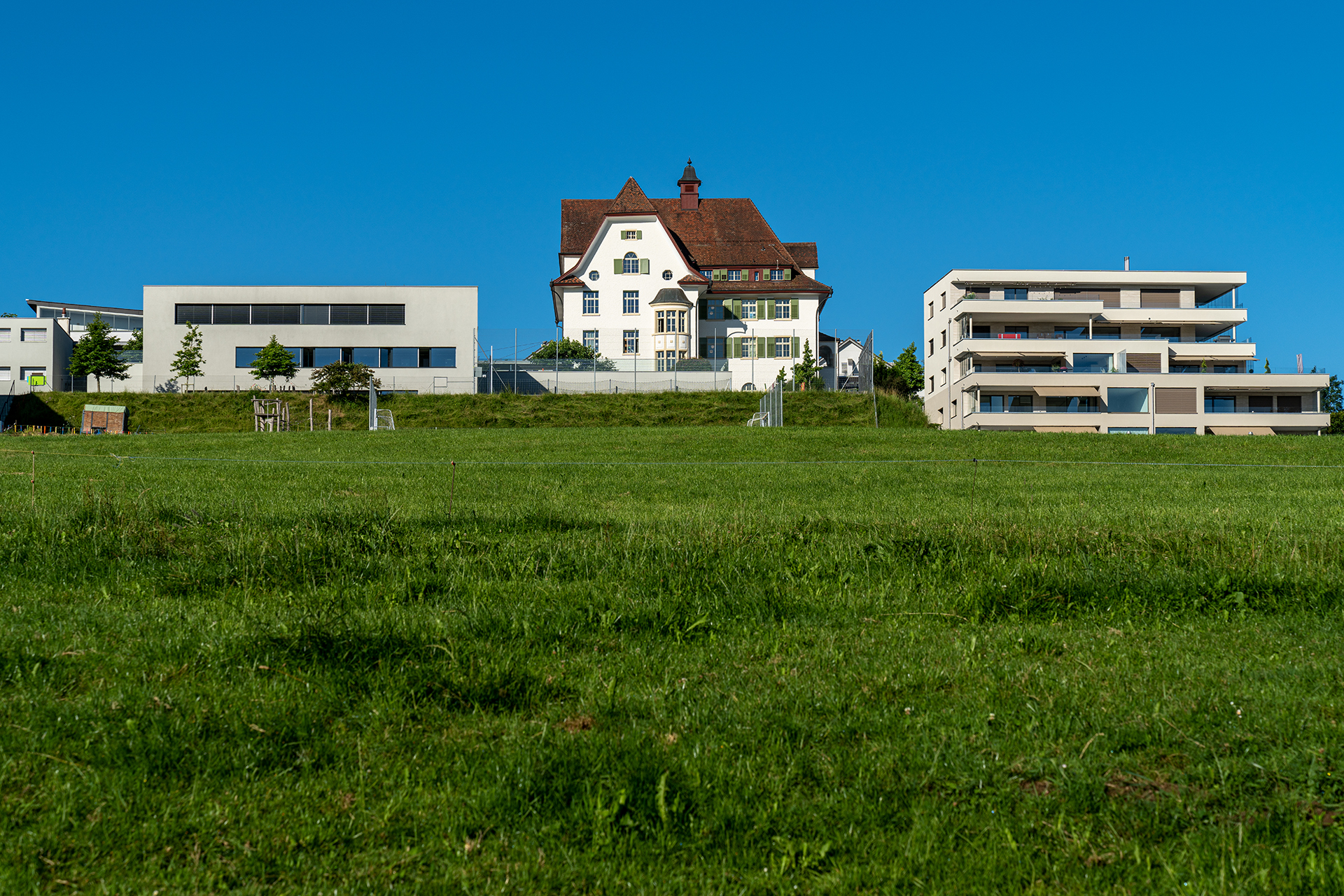
Schulanlage und Wohnblock
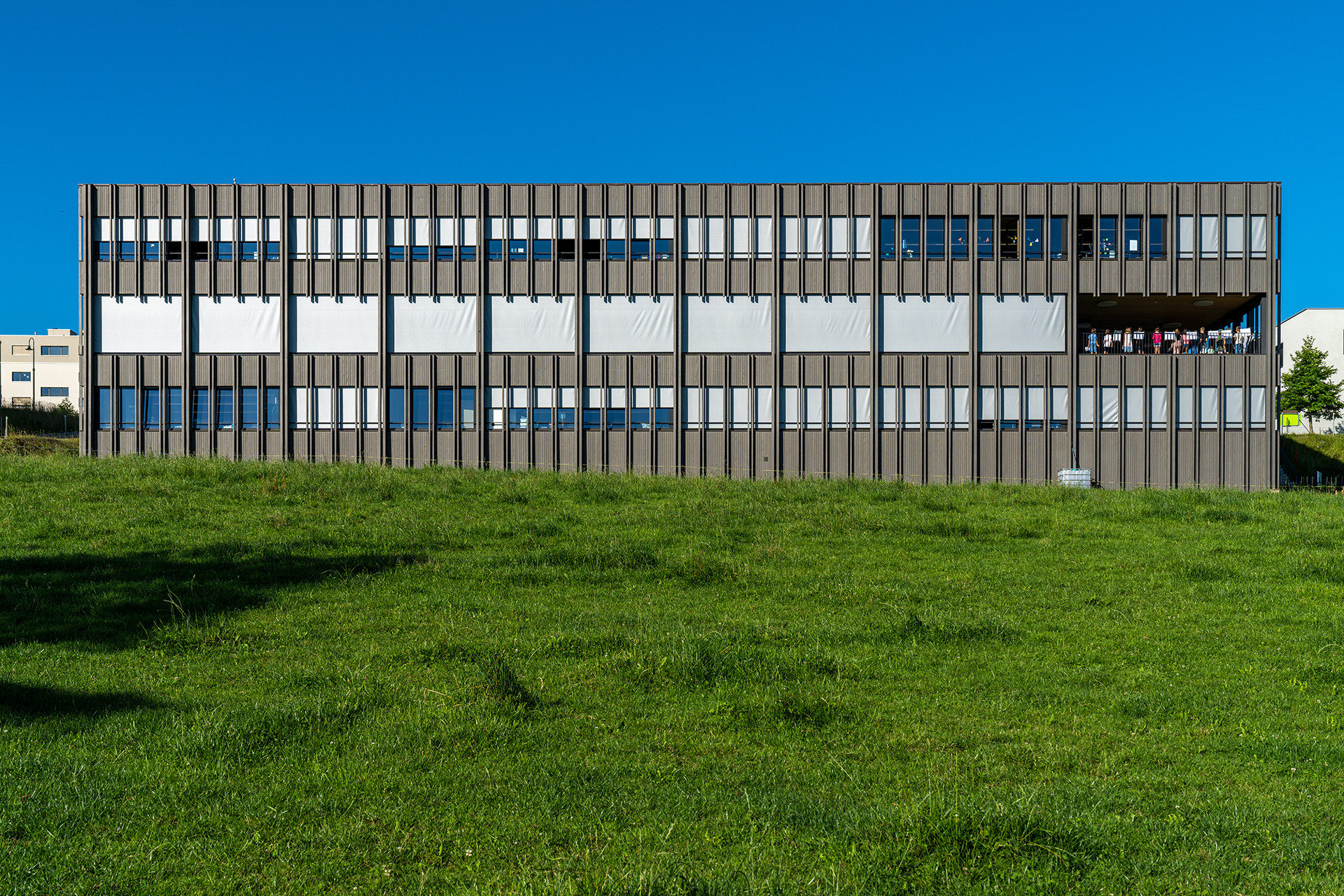
Schulhaus
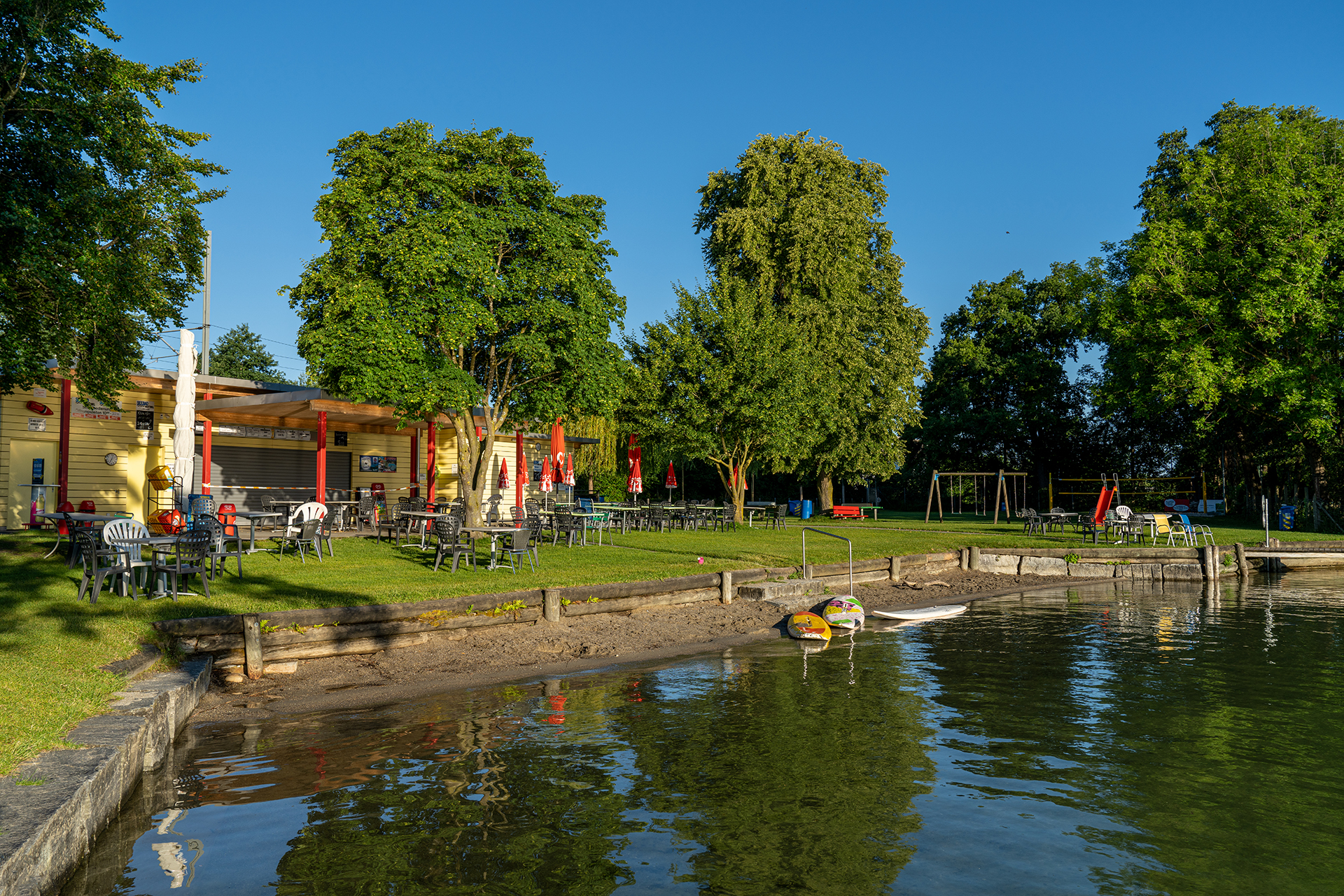
Seebadi (Sempachersee)

## Politik

### Gemeinderat
Der Gemeinderat Nottwil besteht aus fünf Mitgliedern und ist 2020–2024 wie folgt aufgestellt:
- Walter Steffen (FDP): Gemeindepräsident
- Kaspar Käslin (CVP): Finanzen
- Meinrad Müller (CVP): Bau
- Beatrice Huser Winkler (CVP): Bildung und Kultur
- Renée Sigrist Disler (FDP): Soziales

### Kantonsratswahlen
Bei den Kantonsratswahlen 2023 des Kantons Luzern betrugen die Wähleranteile in Nottwil: Mitte (mit GenMitte) 30,11 %, SVP 26,03 %, FDP 17,32 %, SP (mit JUSO) 10,41 %, glp 8,22 % und Grüne (mit JG und GrüneKuG) 7,91 %.

### Nationalratswahlen
Bei den Schweizer Parlamentswahlen 2023 betrugen die Wähleranteile in Nottwil: SVP 29,6 %, Mitte 29,4 %, FDP 16,2 %, SP 10,8 %, glp 5,9 %, Grüne 5,3 %, übrige 2,7 %.

## Wirtschaft und Infrastruktur

### Gesundheitswesen
In Nottwil stehen in einer 1990 errichteten eigenen Siedlung das Schweizer Paraplegiker-Zentrum und das Ausbildungszentrum des Schweizerischen Roten Kreuzes. Zudem wurde am 1. Oktober 2005 das «Guido A. Zäch Institut für Klinische Forschung» eröffnet. Auch die Schweizer Paraplegiker-Vereinigung befindet sich in Nottwil.

### Verkehr
Nottwil liegt an der Bahnstrecke Olten–Luzern und hat eine eigene Haltestelle. Ausserdem verbinden die Buslinien 62 (Sursee-Nottwil–Buttisholz–Ruswil Rottalcenter) und die Buslinie 65 (Sursee-Oberkirch-Nottwil Oberdorf) die Gemeinde mit dem Umland. Nottwil liegt an der Strasse Luzern–(Neuenkirch–)Sursee. Die nächsten Autobahnanschlüsse sind Sursee im Nordwesten und Sempach im Osten. Beide liegen an der A2 und sind jeweils 8 km entfernt.

## Sport
Aus Nottwil kommt der erfolgreiche Handballverein der Damen Spono Eagles. Der Verein wurde sechsmal Schweizer Meister (letztmals 2022) und fünfmal Schweizer Cupsieger (letztmals 2019).

## Städtepartnerschaft
Seit 2009 besteht mit der deutschen Stadt Schwaigern bei Heilbronn in Baden-Württemberg eine Partnerschaft.